# São João de Ovar
São João de Ovar is een plaats (freguesia) in de Portugese gemeente Ovar en telt 6695 inwoners (2001).